# Alterf
Alterf (λ Leonis / λ Leo / 4 Leonis / HD 82308) es una estrella en la constelación de Leo de magnitud aparente +4,32. Aunque en mapa modernos aparece situada en las fauces del león, antiguamente se localizaba en el ojo del animal.
De ahí el origen del nombre de Alterf, «la mirada», que parece provenir de la séptima mansión lunar árabe, formada por esta estrella junto a ξ Cancri.
Un segundo significado del término Altarf, «la punta», también puede ser apropiado para esta estrella, y así fue considerado por algún astrónomo en el pasado.
Alterf es una gigante naranja de tipo espectral K5III con una temperatura de 4000 K y una luminosidad —incluida la importante cantidad de energía emitida como radiación infarroja— 460 veces mayor que la luminosidad solar.
La medida de su diámetro angular —4,12 milisegundos de arco—, junto a la distancia a la que se encuentra —336 años luz—, permite evaluar su verdadero tamaño, 60 veces mayor que el del Sol.
Su metalicidad es inferior a la solar, con una relación entre los contenidos de hierro e hidrógeno equivalente al 70% de la que tiene el Sol.
Gira sobre sí misma con una velocidad de rotación proyectada de 6,12 km/s, por lo que su período de rotación puede durar hasta un año.
Su masa y su estado evolutivo no son bien conocidos. Aunque la mayor parte de las gigantes de tipo K fusionan en su núcleo helio en carbono y oxígeno, Alterf parece ser una estrella en transición, que bien aumenta su brillo por primera vez con un núcleo inerte de helio, o bien lo está haciendo por segunda vez con un núcleo inerte de carbono y oxígeno, en este último caso habiendo concluido la fusión del helio.
Nota: Alterf no debe ser confundida con Altarf (α Cancri), de nombre muy parecido.